# Rybná nad Zdobnicí
Rybná nad Zdobnicí település Csehországban, Rychnov nad Kněžnou-i járásban. Rybná nad Zdobnicí Jahodov, Vamberk, Slatina nad Zdobnicí és Záchlumí településekkel határos. Lakosainak száma 412 fő (2024. január 1.).

## Népesség
A település lakosságának változását az alábbi diagram mutatja:
| Lakosok száma | 934  | 957  | 818  | 624  | 513  | 422  | 405  | 418  | 414  | 412  |
|               | 1869 | 1900 | 1921 | 1961 | 1980 | 2011 | 2016 | 2019 | 2021 | 2024 |